# Кугушерга
Кугуше́рга — село в Яранском районе Кировской области. Административный центр Кугушергского сельского поселения.

## География
Западнее села находится исток реки Ламба.

### Улицы
- Голчинская
- Заречная
- Зелёная
- Молодёжная
- Набережная
- Новая
- Производственная
- Пролетарская
- Свободы
- Труда
- Юбилейная[3]

## История
Начало селу положила освящённая в 1712 году деревянная Богородицкая церковь (Храм Казанской иконы Божией Матери). Новая, каменная Богородицкая церковь построена в 1820 году и расширена в 1869 году. 
В начале XIX века в селе располагалось правление Малошалайской волости, работали церковно-приходская школа и начальное земское училище.

## Население
| 2010 |
| ---- |
| 325  |

## Инфраструктура
В здании Дома культуры расположена Кугушергская библиотека-музей им. Ф. Ф. Павленкова, в двух комнатах которого оформлена экспозиция «Марийская национальная культура», стенд с материалами по истории деревень, церкви.

### Достопримечательности
- Церковь Казанской иконы Божией Матери

## Транспорт
Доступна автотранспортом.